# Praha Masarykovo nádraží
Praha Masarykovo nádraží ist ein wichtiger Regionalbahnhof und früherer Fernbahnhof in Prag unter den Adressen Hybernská 1014/13 und Havlíčkova 1028/5. Erbaut wurde er in den Jahren 1844/45 im Zuge der k.k. Nördlichen Staatsbahn von Olmütz, welche bis 1851 von Wien nach Dresden durchgehend in Betrieb genommen wurde. Der Bahnhof ist heute der einzige Kopfbahnhof Prags. Er trägt den Namen des ersten Präsidenten der Tschechoslowakei Tomáš Garrigue Masaryk.

## Bahnhofsname
- 1845–1862 Praha / Prag
- 1862–1919 Praha státní nádraží / Prag Staatsbahnhof
- 1919–1940 Praha Masarykovo nádraží (Bedeutung: „Prag Masarykbahnhof“)
- 1940–1945 Praha Hybernské nádraží / Prag Hibernerbahnhof
- 1945–1952 Praha Masarykovo nádraží
- 1. Januar 1953–1990 Praha střed (Bedeutung: „Prag Mitte“)
- seit März 1990 Praha Masarykovo nádraží

## Geschichte

Bahnhof Prag, 1848

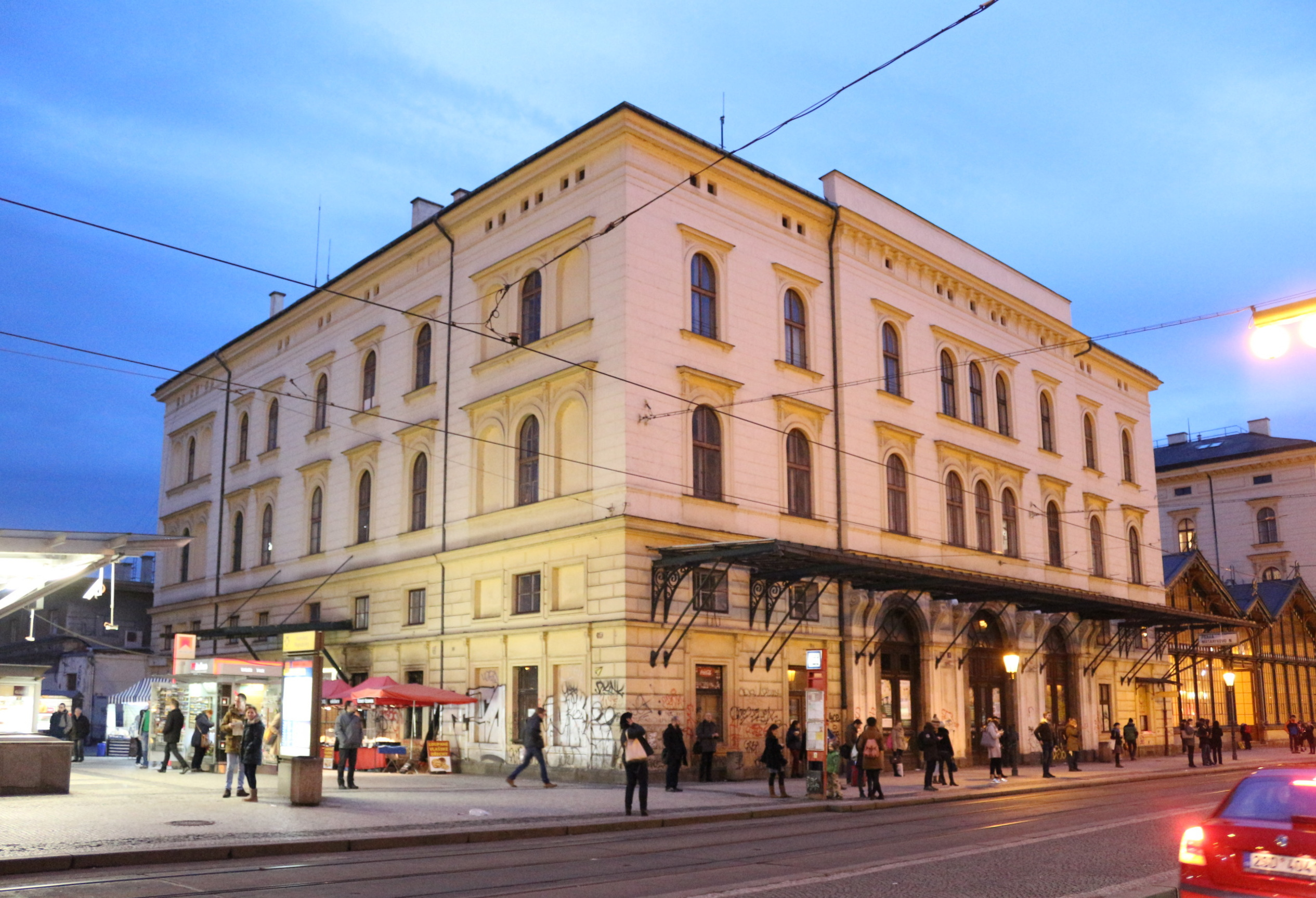
Hauptgebäude

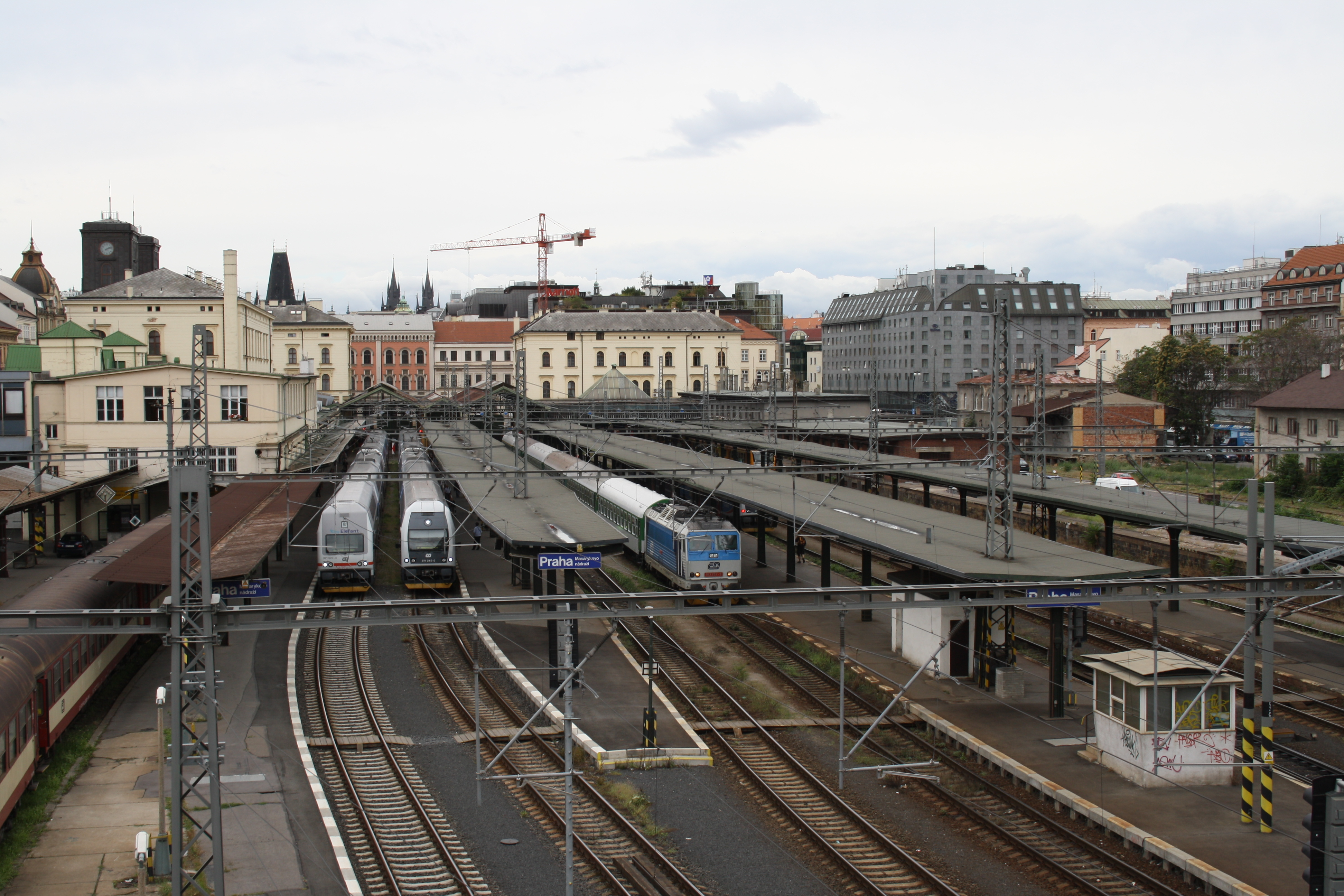
Blick auf die Bahnsteige

Der Bahnhof Praha Masarykovo nádraží gilt als ältester Bahnhof Prags. Diesen Rang macht ihm nur der heutige Bahnhof Praha-Dejvice streitig, welcher bereits im Jahr 1831 als Endstation der Pferdebahn Prag–Lana entstand, aber damals außerhalb des Stadtgebiets von Prag lag. Bei seiner Erbauung war er einer der größten Europas.
Der Ort für die Anlage des Bahnhofs und der Gleisanlagen wurde nach einem Vorschlag des Eisenbahnpioniers Jan Perner gewählt. Der Bahnhof wurde von den Firmen Lanna und Gebrüder Klein in den Jahren 1844 und 1845 im Empire-Stil gebaut.
Der erste (inoffizielle) Zug kam am 4. August 1845 an. Die Eröffnungsfeiern begannen am 20. August, am 1. September wurde der fahrplanmäßige Zugbetrieb aufgenommen. Zu dieser Zeit gab es eine weitere Haltestelle in Běchovice. Die Strecke Prag–Běchovice war zweigleisig, der Rest der Verbindung nur eingleisig.
Der Bahnhof lag innerhalb der Prager Wallanlagen. Diese wurden zunächst mit sieben abschließbaren Toren – eines für jedes Gleis – versehen. Erst im Jahr 1874 wurden in diesem Bereich der Stadt die Wallanlagen abgebrochen.
Die Bahnlinie wurde ab 1. Juni 1850, von diesem Bahnhof ausgehend, verlängert über Holešovice bis Bodenbach (heute Děčín) und am 6. April 1851 bis Dresden.
Am östlichen Ende des Bahnhofs befand sich eine weitere Station Hrabovka. Von dort gab es ab 1872 Verbindungsbögen zu den Prager Bahnhöfen Smíchov, Vyšehrad und zum heutigen Hauptbahnhof.
Bis zur Eröffnung des Fernbahnhofs Holešovice 1985 war der Bahnhof Masarykovo nádraží Endpunkt der Züge aus Berlin und Dresden. Ferner war er Richtungswechselbahnhof der Züge auf der Relation Berlin-Dresden-Prag-Wien.

## Zukunft des Bahnhofs
Es gab mehrmals Überlegungen, den Bahnhof zu schließen. Der Grund war neben dem Rangieren mit Zügen in einem Kopfbahnhof vor allem die Tatsache, dass der Eisenbahnknoten Prag in zwei Teile aufgeteilt war, die lange Zeit weder durch Eisenbahnverbindungen noch durch innerstädtische Verkehrsverbindungen in zufriedenstellender Weise miteinander verbunden waren.

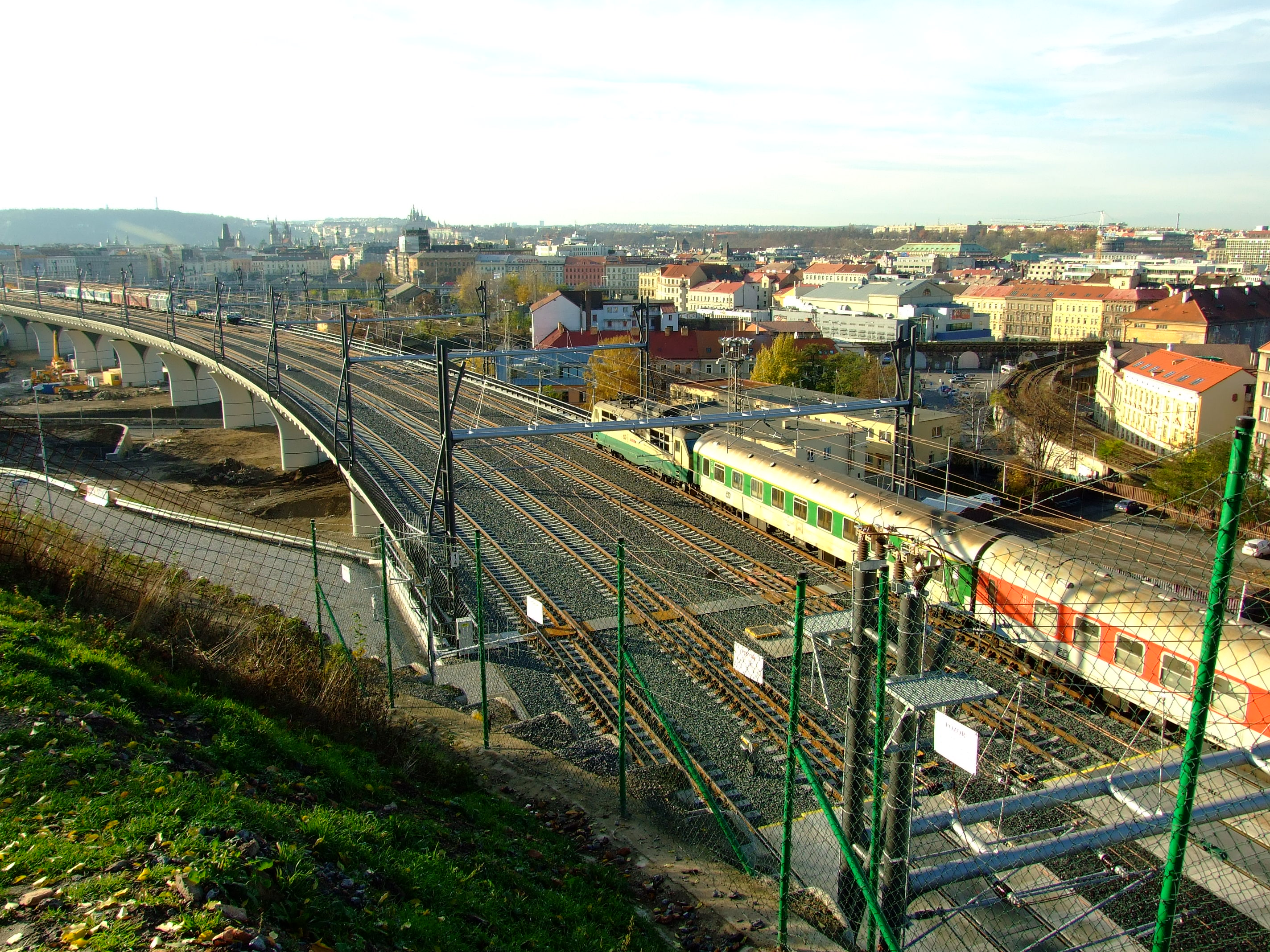
Nové spojení im Prager Stadtteil Florenc; rechts im Hintergrund der Kopfbahnhof Praha Masarykovo nádraží

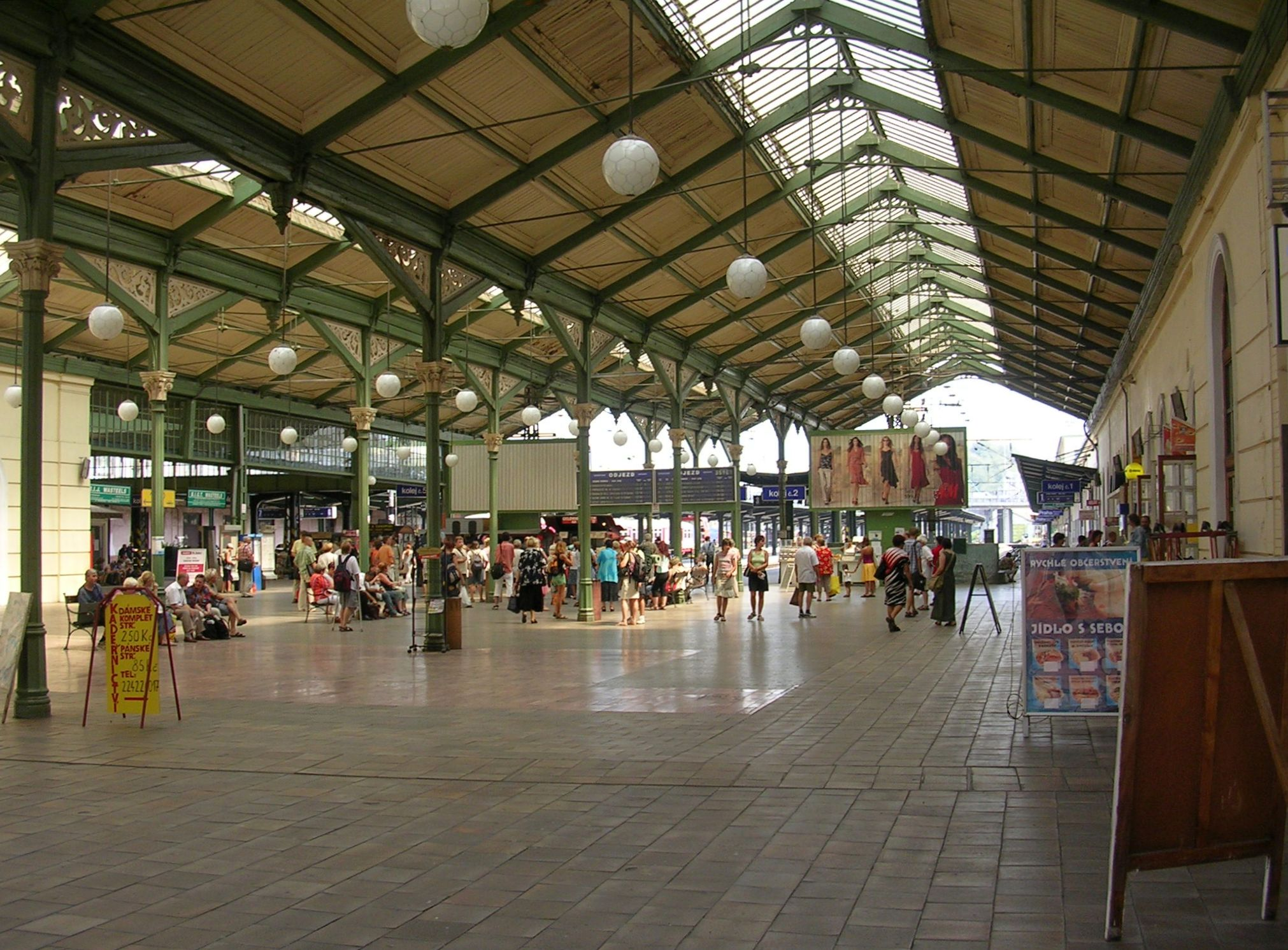
Westliche Bahnhofshalle (an der Havlíčkova ulice)

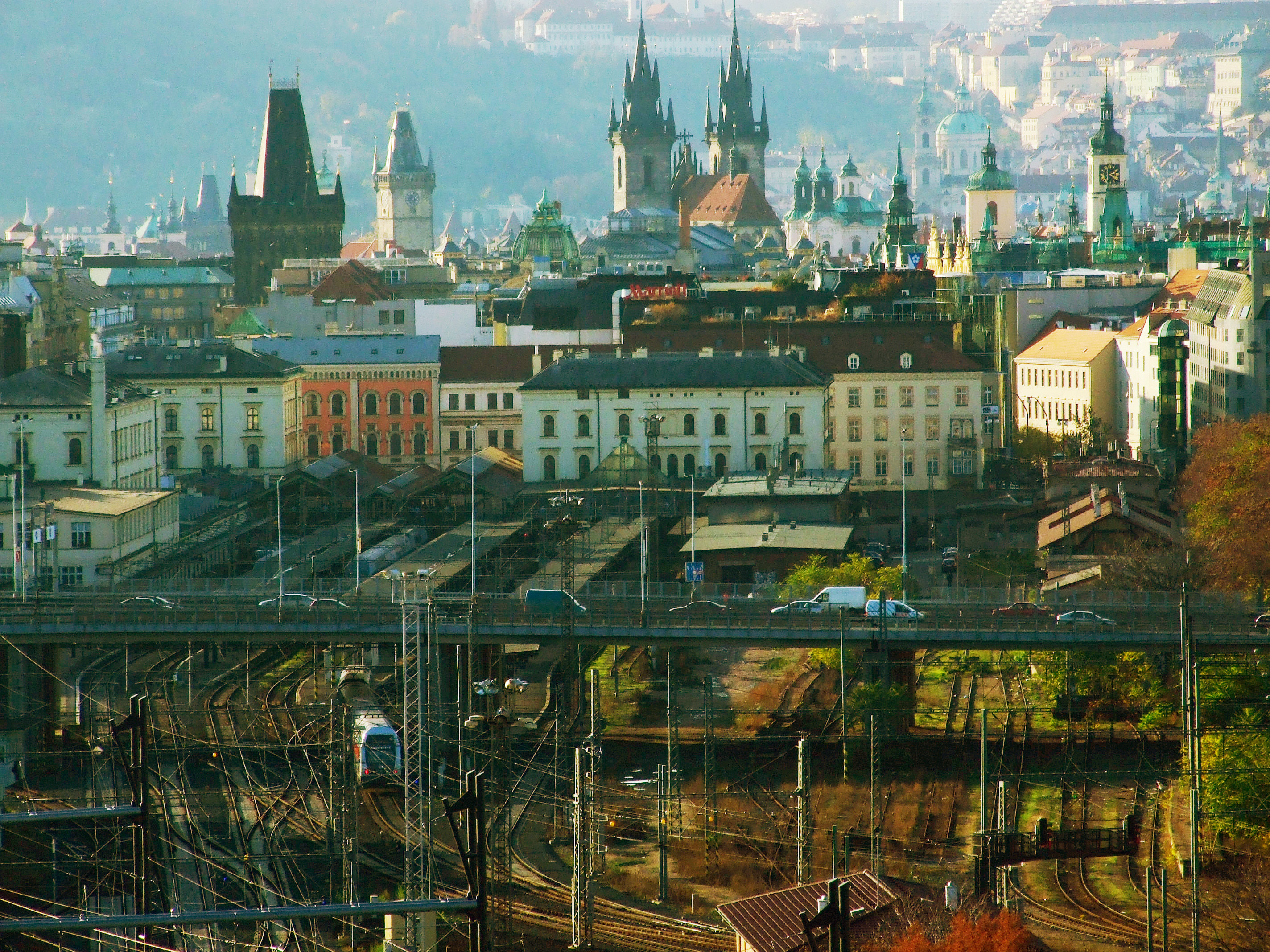
Bahnhofsareal – im Hintergrund die Altstadt

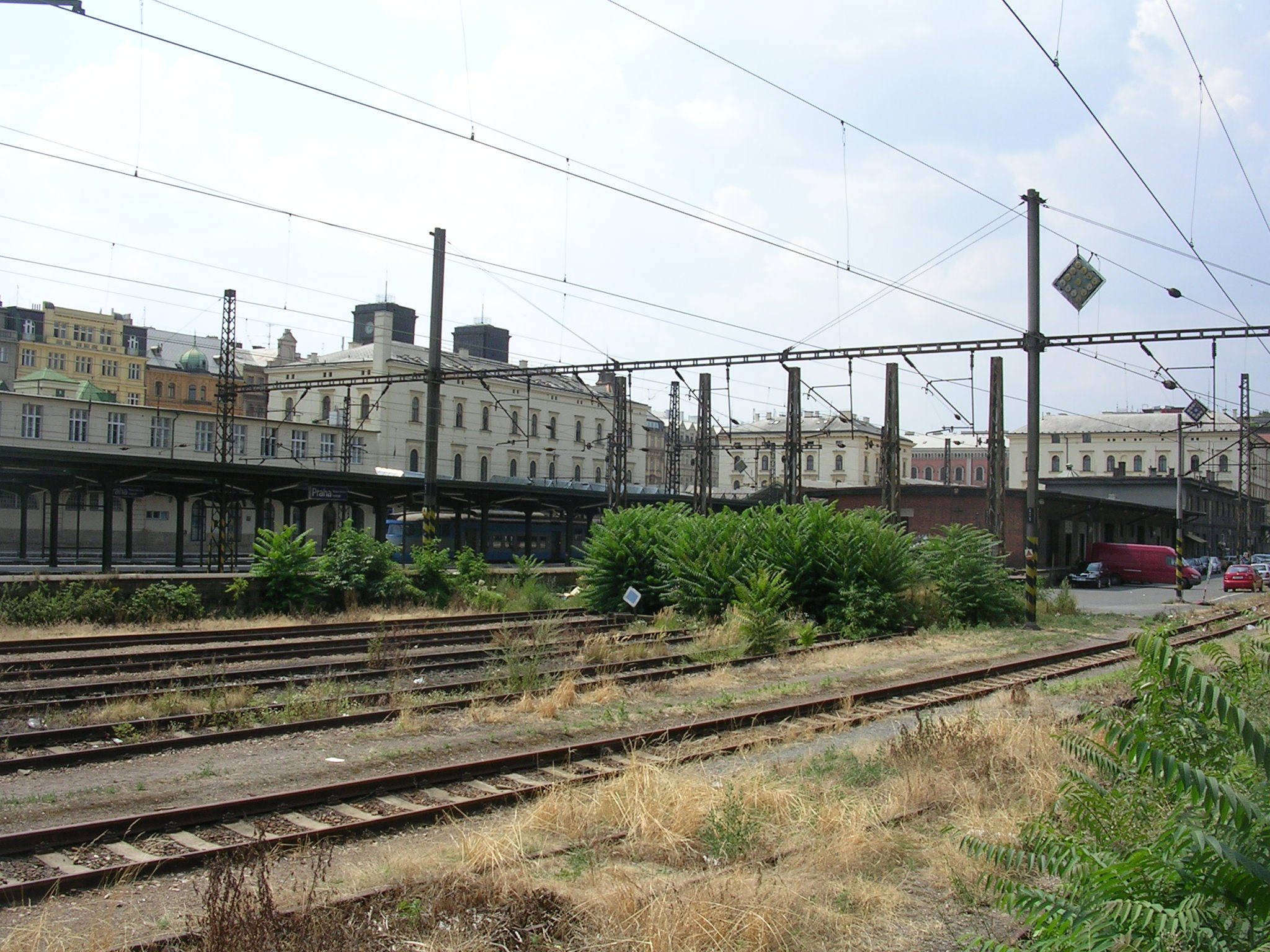
Blick über die Gleisanlagen zum Bahnhofsgebäude

Das ab 2009 schrittweise in Betrieb genommene Projekt Nové spojení (deutsch Neue Verbindung), welches die Einfädelung des Eisenbahnverkehrs aus dem Norden und Nordosten des Landes nach Prag neu ordnete und das im Jahr 2010 fertiggestellt wurde, zählt weiterhin auf das Fortbestehen dieses Bahnhofs. Es entstand dabei auch eine Direktverbindung zwischen den Bahnhöfen Praha Masarykovo nádraží und Praha-Vysočany.
Außerdem ist geplant, in bestehenden Hallen des Heizhauses die Lokomotivsammlung des Technischen Nationalmuseums unterzubringen.
An Stelle verwahrloster Gleisanlagen, Lokschuppen und des Güterbahnhofes werden die České dráhy (ČD) über eine Tochtergesellschaft Hotels sowie Wohn- und Geschäftshäuser errichten lassen. Der Personenbahnhof soll rekonstruiert werden. Gerüchte über eine Stilllegung des Bahnhofes und seine Umgestaltung zu einem Shopping-Center wies die ČD zurück. Diese waren entstanden, nachdem der Prager Politiker und ehemalige Stadtbezirksbürgermeister von Prag 1, Jan Bürgermeister, die Abschaffung des Bahnhofes und den Umbau des Empfangsgebäudes in eine Geschäftsgalerie angestrebt hatte.
Anfang des Jahres 2023 erhielt die Eisenbahnverwaltung eine endgültige Baugenehmigung. Sowohl die Ausschreibung für Bauunternehmen als auch der Beginn der Bauarbeiten sind noch für dasselbe Jahr anberaumt. Das Projekt umfasst unter anderem die Erweiterung der Anzahl der Gleise von sieben auf neun, den Umbau aller Bahnsteige sowie den Bau einer neuen Ebene über den Gleisen, welche die Barrieren in diesem Bereich beseitigen, den Zugang zu den einzelnen Bahnsteigen vereinfachen und einen direkten Übergang zur U-Bahnlinie B bieten soll. Die neuen Bahnsteige sollen insbesondere von den künftigen Zügen zum Flughafen genutzt werden. Zudem wird ein Teil des Bahnsteigs begrünt. Das Gleis, die gesamte Technik, die Oberleitungen sowie die Stromversorgung werden rekonstruiert. Die Bauarbeiten sollen bei laufendem Betrieb durchgeführt werden.

## Die Lage des Bahnhofs
Ursprünglich war die Hauptfassade an der Hybernská ulice, parallel zu den Eisenbahngleisen, heute ist dies eher ein Seiteneingang. Die Bahnhofshalle am Ende der Gleisanlagen grenzt unmittelbar an die Havlíčkova ulice, dort befindet sich auch eine Straßenbahnhaltestelle. Vom Bahnhof aus gibt es auch einen direkten Zugang zum U-Bahnhof Náměstí Republiky der Linie B der Metro Prag. Der gleichnamige Platz liegt westlich des Bahnhofs.
Der weiter südlich liegende Hauptbahnhof und der Busbahnhof Florenc sind auch für Fußgänger erreichbar.

## Die Gebäude

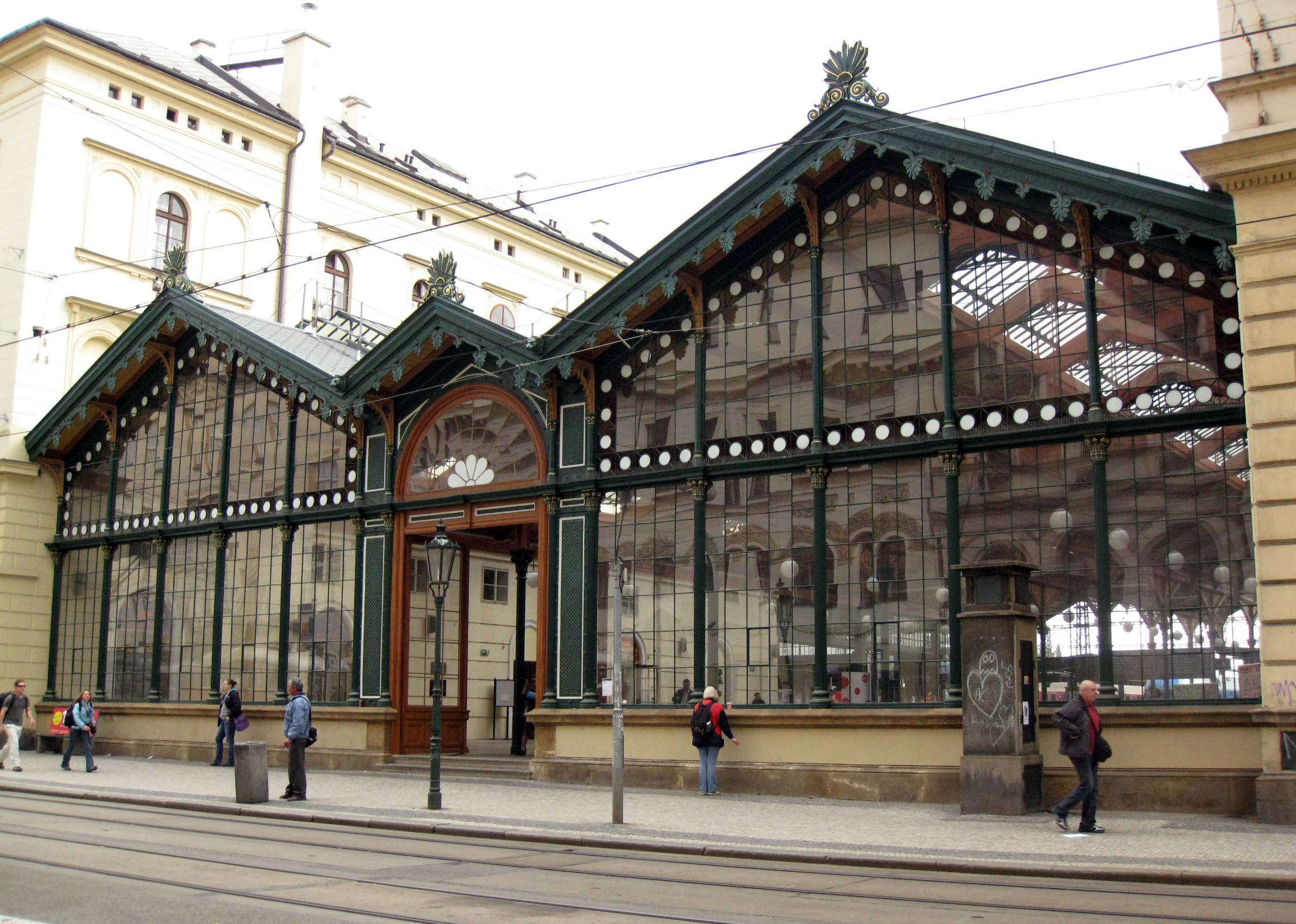
Haupteingang

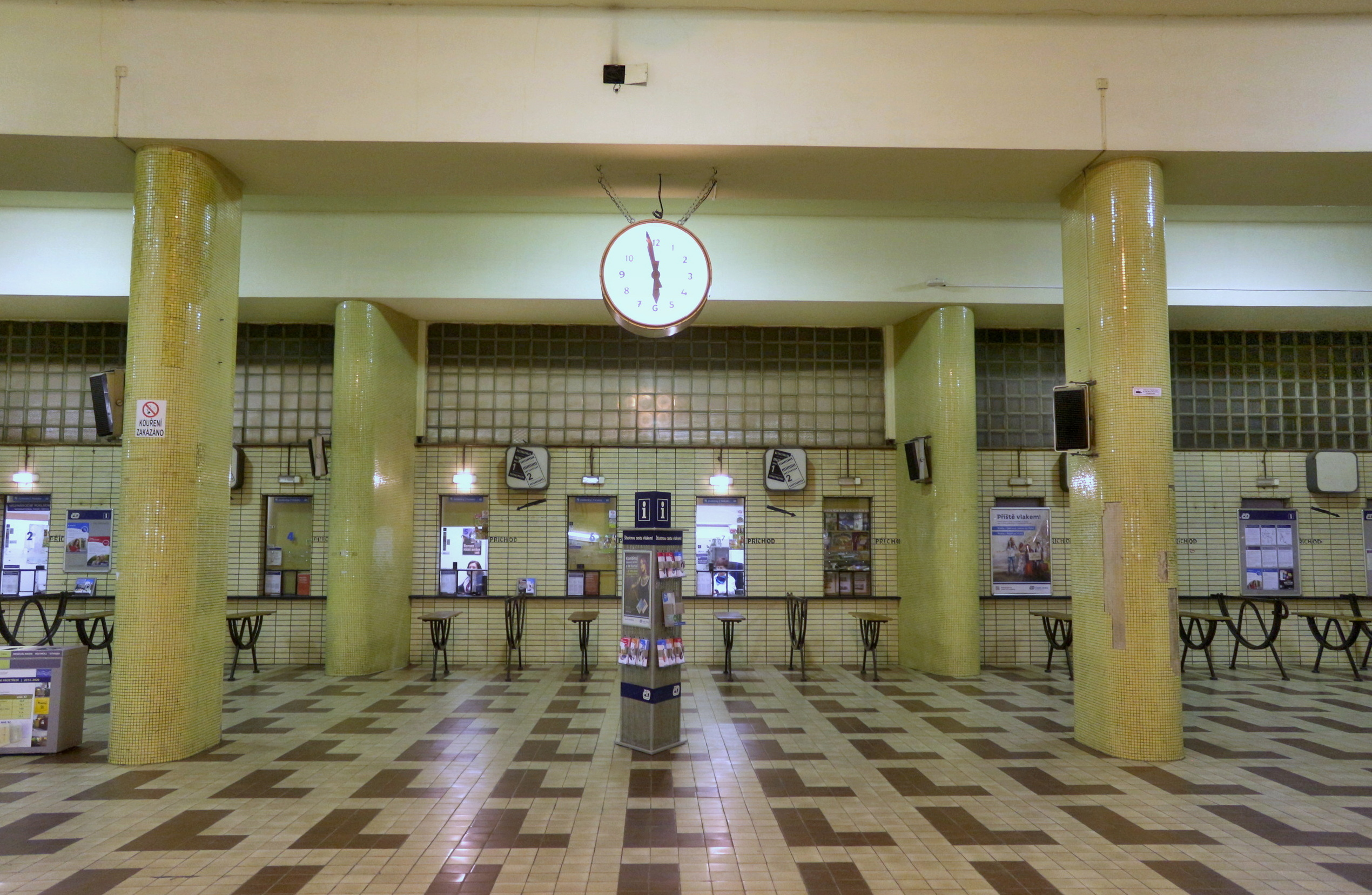
Schalterraum im Südflügel (an der Hybernská ulice)

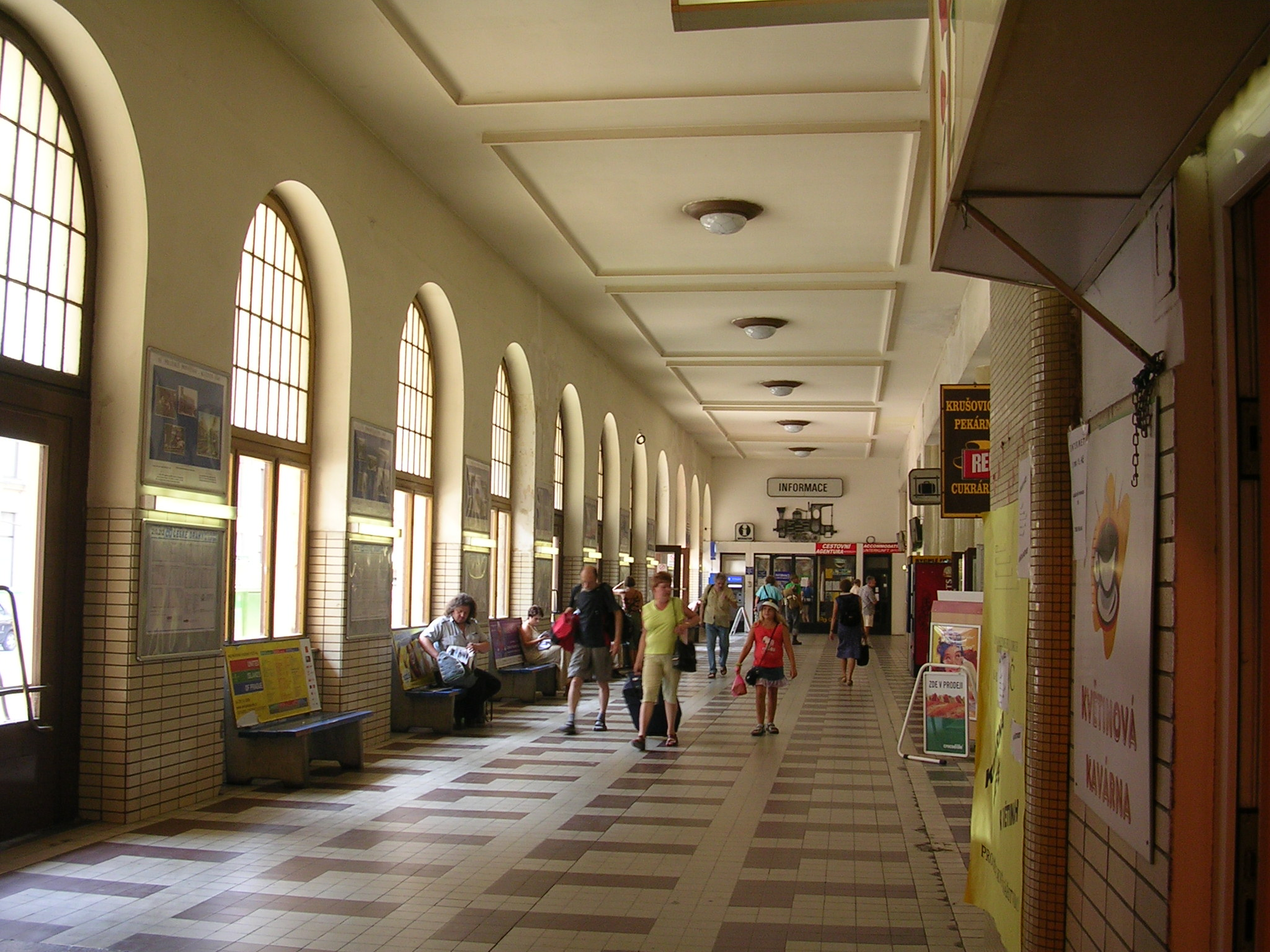
Verbindungsgang zwischen Süd- und Westflügel

Ursprünglich bestand der Bahnhof aus zwei eigenständigen Gebäuden, dem zweigeschossigen Abfahrtsgebäude in der Hybernská ulice und dem ebenfalls zweigeschossigen Ankunftsgebäude an der Kreuzung Ulice Na Florenci / Havlíčkova ulice. Die dazwischenliegende überdachte Halle mit ihren gusseisernen Trägern stammt aus dem Jahr 1862. 1869 kam dann das Gebäude des Bahnhofsrestaurants an der Ecke Hybernská ulice / Havlíčkova ulice dazu.
Die Gebäude und die Überdachung wurden im Stil des ausgehenden Empire und der beginnenden Neorenaissance bzw. des Klassizismus erbaut.
Weitere Erweiterungen folgten 1893–94 sowie 1938–45 beträchtliche Umbauten. Umfangreiche Umbauten erforderte auch der Bau der U-Bahn. Bei den Umbauten in den 1990er Jahren versuchte man, dem Bahnhof so weit wie möglich wieder sein ursprüngliches Aussehen zurückzugeben: Einige spätere Anbauten wurden abgerissen, die verbleibenden Teile erneuert und renoviert.

## Gleisanlagen
Zur Zeit des Baus des Bahnhofs war Prag noch eine Festung. Nur ein Teil des Bahnhofs lag innerhalb des Stadtgebiets.
Der Prager Teil des Bahnhofs hatte ursprünglich drei Gleise für den Personenverkehr. Für den Güterverkehr waren drei weitere Gleise vorgesehen, später wurde ihre Zahl auf fünf erhöht.
Hinter den Wällen lagen die Abstellanlagen für Waggons, Heizanlage, Lokschuppen, Maschinenräume und Lagerräume.
Seit dem Umbau der Gleisanlagen im Jahr 1932 hat der Bahnhof vier Bahnsteige, von denen der erste, im Norden gelegene, Zugang zu einem Gleis gibt, den drei anderen sind jeweils zwei Gleise zugeordnet. Der Zugang zu den Bahnsteigen erfolgt über eine überdachte, zwischen Bahnhofsrestaurant und Abfahrtsgebäude liegenden Fläche. Die Gleise sind von 1 bis 7 nummeriert.

## Der Bahnverkehr vom und zum Masaryk-Bahnhof heute
Heute dient der Bahnhof einzig und allein dem Personenverkehr. Die von hier abfahrenden Züge verkehren auf den Kursbuchstrecken 011, 091, 120, 231 der Tschechischen Bahnen.
Es sind dies im Einzelnen:
- 011: Prag–Kolín; diese Strecke verläuft von Prag aus nach Osten; ihre Fortsetzung über Pardubice nach Česká Třebová hat die Nummer 010;
- 091: Prag–Kralupy nad Vltavou; diese Linie verläuft von Prag aus nach Norden und führt unter Nr. 090 weiter bis Ústí nad Labem;
- 120: Prag–Kladno–Žatec–Chomutov; verläuft von Prag aus nach Nordwesten;
- 231: Prag–Nymburk–Kolín;

Seit dem 9. Dezember 2007 werden Teile dieser Linien als Esko Prag betrieben. Am Masarykovo nádraží enden vier der neun Hauptlinien aus dem Umland. Wegen der geringen Kapazität des Bahnhofs, auch an Abstellmöglichkeiten, enden bzw. starten manche Züge dieser Strecken – vor allem in den Tagesrandverbindungen – an anderen Prager Bahnhöfen.